# I Got Erection
I Got Erection ist ein Lied der norwegischen Band Turbonegro. Es erschien 1995 als Single über das Label Hit Me! Records und wurde dem 1996er Album Ass Cobra beigefügt.

## Musik und Text
Das Lied ist ein simpel gehaltener Punksong. Der Text wurde aus der Ich-Perspektive verfasst und handelt von einem Mann, der bei unpassenden Gelegenheiten eine Erektion bekommt, unter anderem beim Abfackeln eines Hauses oder wenn er Hard Rock hört. Der anzügliche Text ist ein Beispiel für den schwarzen Humor der Band, der meist auf sexuelle Anspielungen und Obszönitäten fusst.

## Veröffentlichung
I Got Erection erschien zunächst als 7°-Single über Hit Me! Records. Die Single entstand unter dem Projektnamen Turboneger. Auf dem Titelbild ist ein Schwarzweiß-Foto von Hank von Helvete und Bengt Calmeyer auf einem Zebrastreifen in Oslo zu sehen, eine Anspielung auf das berühmte Abbey-Road-Cover der Beatles. Die beiden Erstauflagen mit rotem und schwarzen Aufdruck des Wortes „Turbo“ und auf weißem Vinyl waren auf 300 Stück limitiert. Es folgten zwei weitere Auflagen, die ebenfalls auf 300 Stück limitiert waren. Auf der B-Seite war das Stück Jeg will bli som Jesus, eine Coverversion von Kjøtt.
Es folgte eine Veröffentlichung auf dem Album Ass Cobra 1996. Zwei Jahre später spielte die Band das Stück für den FC-St.-Pauli-Sampler Der FC St. Pauli ist schuld daß ich so bin in einer deutschsprachigen Version und mit Bezug zum deutschen Bundesligafußball neu ein. Diese Version wurde später auch auf der Kompilation Small Feces veröffentlicht.

## Coverversionen
Auf dem Tributalbum Alpha Motherfuckers – A Tribute to Turbonegro veröffentlichte die norwegische Metal-Band Satyricon eine Coverversion des Titels, diese fand auch Verwendung im Live-Programm der Band. 2007 coverte die französische Drone-Doom-Metal-Band Monarch! das Stück auf einer Splitsingle, da es hier von einer Sängerin gesungen wird, kommt es zu einer abweichenden Perspektive in Bezug auf den Text. 2010 folgte die Metal-Band Behemoth, das Lied ist auf der Live-Doppel-DVD Evangelia Heretika - The New Gospel enthalten.